# Defectrix defectrix
Genre
Espèce
Defectrix defectrix, unique représentant du genre Defectrix, est une espèce d'araignées aranéomorphes de la famille des Sparassidae.

## Distribution
Cette espèce est endémique du Panama.

## Publication originale
- Petrunkevitch, 1925 : Arachnida from Panama. Transactions of the Connecticut Academy of Arts and Sciences, vol. 27, no 2, p. 51-248.